# Fisico & politico
Fisico & politico è la quarta raccolta del cantautore italiano Luca Carboni, pubblicata il 1º ottobre 2013.

## Descrizione
L'album, prodotto e ideato da Michele Canova Iorfida e pubblicato per celebrare i 30 anni di carriera di Carboni, Fisico & politico è composto da nove brani precedentemente incisi da Carboni tra gli anni ottanta e gli anni novanta e riproposti in duetto con vari artisti italiani come Biagio Antonacci, Cesare Cremonini e Franco Battiato e tre brani inediti realizzati per l'occasione: Fisico & politico, in duetto con Fabri Fibra, C'è sempre una canzone, scritto da Luciano Ligabue, e Dimentica.
Luca Carboni ha avuto modo di collaborare in passato con alcuni degli artisti presenti nella pubblicazione. Con Biagio Antonacci collaborò nel 1996 scrivendogli il brano Happy Family per l'album Il mucchio; con Tiziano Ferro nel 2006 duettando in Pensieri al tramonto per l'album ...le band si sciolgono; con Miguel Bosé nel 1995 che ha tradotto l'album MONDO world welt monde in lingua spagnola; con Cesare Cremonini e Jovanotti in varie occasioni dal vivo (ad esempio con Jovanotti nella tournée Carboni-Jovanotti in concerto 1992). La scelta dei brani è stata affidata agli ospiti.

## Promozione
Ad anticipare la pubblicazione dell'album è stato l'omonimo Fisico & politico, inciso con il rapper Fabri Fibra e uscito il 6 settembre 2013. Dal 24 settembre 2013 e per una settimana Fisico & politico è il primo album italiano ad essere stato reso interamente ascoltabile in streaming sull'iTunes Store. Il 26 novembre 2013 viene pubblicato l'album nel formato 33 giri.
Per la promozione dell'album, Luca Carboni è rimasto impegnato da dicembre 2013 a settembre 2014 in un tour intitolato Fisico & politico Tour 2013-2014, che ha toccato molte città in Italia.
Da Fisico & politico sono stati estratti altri tre singoli, usciti tra novembre 2013 e giugno 2014: il rifacimento di Persone silenziose con Tiziano Ferro, C'è sempre una canzone e il rifacimento di Ci vuole un fisico bestiale con Jovanotti.
Il 27 ottobre 2023, in occasione dei 30 anni di carriera dell'artista, l'album verrà ristampato in formato LP in tiratura limitata e colorata.

## Riconoscimenti
Con Fisico & politico Luca Carboni ha ricevuto a febbraio 2014 una nomination ai premi World Music Awards 2014 nella categoria Miglior album e il 3 giugno riceve al Foro Italico di Roma il premio Music Award nella categoria CD Oro.

## Tracce
Testi e musiche di Luca Carboni, eccetto dove indicato.
1. Fisico & politico (con Fabri Fibra) – 4:18 (testo: Luca Carboni, Fabri Fibra – musica: Luca Carboni, Fabri Fibra, Michele Canova Iorfida)
2. C'è sempre una canzone – 4:12 (Luciano Ligabue)
3. Dimentica – 3:38
4. Persone silenziose (con Tiziano Ferro) – 4:42
5. Vieni a vivere con me (con Elisa) – 4:30 (musica: Nicola Lenzi)
6. Ci vuole un fisico bestiale (con Jovanotti) – 4:31
7. Farfallina (con Alice) – 4:52
8. Inno nazionale (con Miguel Bosé) – 3:55
9. Silvia lo sai (con Franco Battiato) – 5:09
10. Primavera (con Biagio Antonacci) – 3:49
11. Mare mare (con Cesare Cremonini) – 5:09 (musica: Luca Carboni, Mauro Malavasi)
12. Gli autobus di notte (con Samuele Bersani) – 3:04

Tracce bonus nella versione di iTunes
1. Fisico & politico (con Fabri Fibra) (Pinaxa Version) – 4:13 (testo: Luca Carboni, Fabri Fibra – musica: Luca Carboni, Fabri Fibra, Michele Canova Iorfida)

## Formazione
- Luca Carboni – voce
- Michele Canova Iorfida – produzione artistica, tastiera
- Antonello Giorgi – produzione esecutiva
- Michael Landau, Patrizio Simonini – chitarra elettrica ed acustica
- Vince Pastano – chitarra acustica
- Tim Lefebvre, Reggie Hamilton – basso
- Luca Scarpa, Leonardo Beccafichi – programmazione, tastiera
- Christian "Noochie" Rigano – programmazione, tastiera, pianoforte
- Alex Alessandroni Jr. – pianoforte elettrico, pianoforte
- Vinnie Colaiuta – batteria
- Gary Novak – batteria
- Marco Tamburini – tromba
- Fabri Fibra – voce aggiuntiva (traccia 1)
- Tiziano Ferro – voce aggiuntiva (traccia 4)
- Elisa – voce aggiuntiva (traccia 5)
- Jovanotti – voce aggiuntiva (traccia 6)
- Alice – voce aggiuntiva (traccia 7)
- Miguel Bosé – voce aggiuntiva (traccia 8)
- Franco Battiato – voce aggiuntiva (traccia 9)
- Biagio Antonacci – voce aggiuntiva (traccia 10)
- Cesare Cremonini – voce aggiuntiva (traccia 11)
- Samuele Bersani – voce aggiuntiva (traccia 12)

## Classifiche

### Classifiche settimanali
| Classifica (2013) | Posizione massima |
| ----------------- | ----------------- |
| Italia            | 2                 |

### Classifiche di fine anno
| Classifica (2013) | Posizione |
| ----------------- | --------- |
| Italia            | 55        |